# Alter Kasten Großreifling

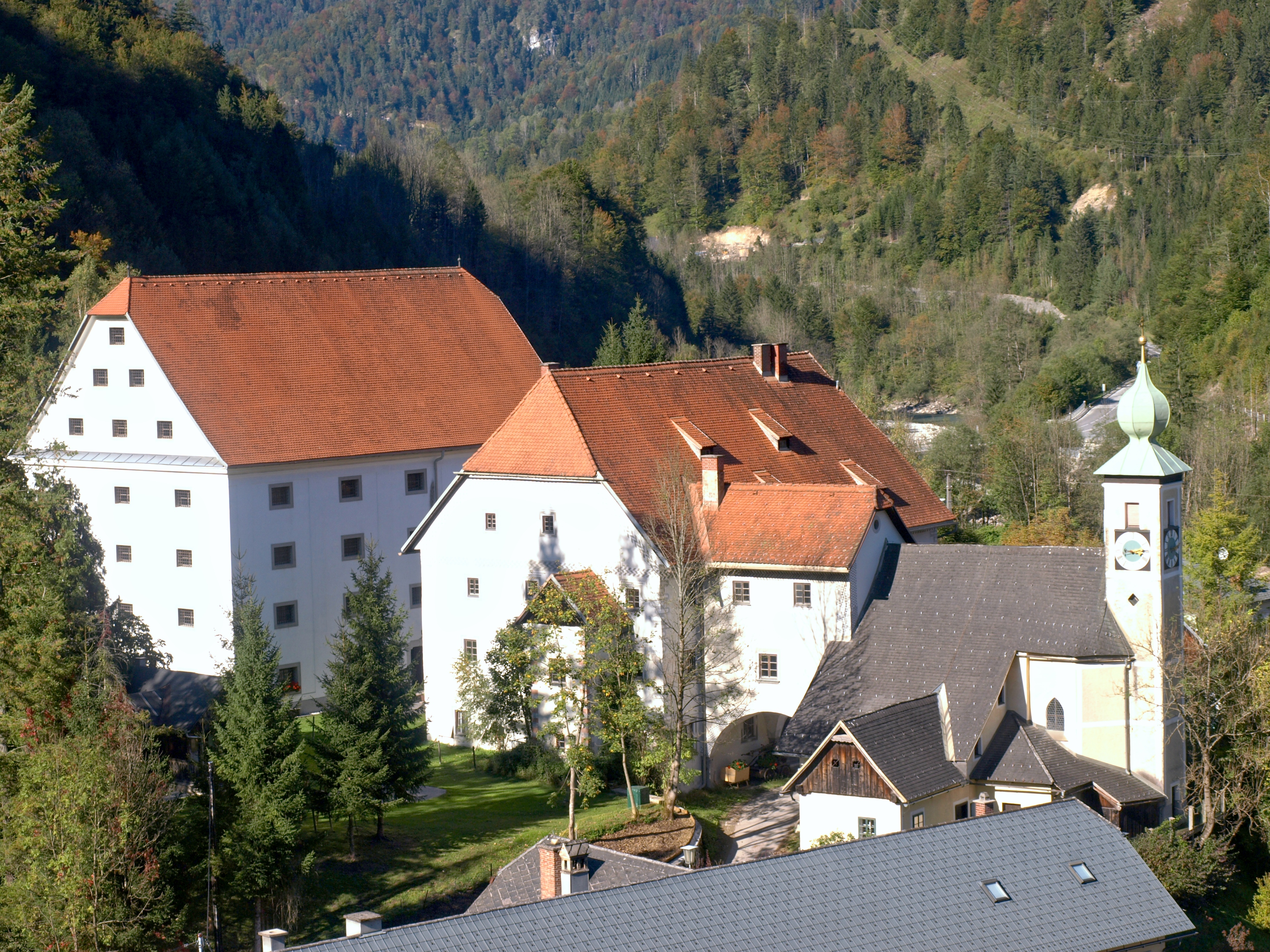
Mittig Alter Kasten, rechts Filialkirche Großreifling

Der Alte Kasten Großreifling steht in der Ortschaft Großreifling in der Gemeinde Landl im Bezirk Liezen in der Steiermark. Der ehemalige Vorratskasten steht unter Denkmalschutz (Listeneintrag).

## Geschichte
Am Spitzbogenportal sind Steinmetzzeichen zu erkennen und darüber die Jahreszahlen 1529, 1608 und 1739.

## Architektur
Das Gebäude, das angeblich ursprünglich als Getreidekasten diente, ist dreigeschoßig im Kern spätgotisch und hat ein hohes Schopfwalmdach. Der Alte Kasten ist mit der Filialkirche Großreifling durch einen dreigeschoßigen mit 1608 bezeichneten Trakt verbunden, der auch Reste von Kratzputzornamenten zeigt.
Der Kasten hat im Erdgeschoß eine gewölbte Durchfahrt. Die Erker ruhen auf Kragsteinen und die Fenstergewände sind profiliert.